# Liaywas
Liaywas (Li ay was, Li-ay-was), neidentificirana skupina Indijanaca s područja Platoa Columbije. Godine 1855. s ostalim plemenima obuhvaćeni su ugovorom Yakima nakon čega su s još 13 plemena smješteni na rezervat Yakima gdje im i danas žive potomci kao jedno od 14 konfederiranih plemena. Hodge smatra da bi mogli biti ogranak plemena Yakima. 

## Vanjske poveznice
- American Indian Treaties...